# Rota Greca
Rota  Greca község (comune) Olaszország Calabria régiójában, Cosenza megyében.

## Fekvése
A megye nyugati részén fekszik. Határai: Cerzeto, Fuscaldo, Lattarico és San Martino di Finita.

## Története
A települést a 15-16. században alapították Calabriában megtelepedő albánok, akiket a törökök űztek el országukból.

## Népessége
A népesség számának alakulása:

## Főbb látnivalói
- Palazzo Ricci
- Santa Maria Assunta-templom
- San Francesco di Paola-templom